# Макеево (Путятинский район)
Макеево — село в Путятинском районе Рязанской области, входит в состав Карабухинского сельского поселения.

## Географическое положение
Село расположено на берегу ручья Инкаш в 6 км на запад от центра поселения села Карабухино и в 9 км на юго-восток от райцентра села Путятино.

## История
Макеево в качестве деревни упоминается в платежных Рязанских книгах 1628 года. В окладных книгах 1676 года оно значится уже селом с церковью Успения Пресвятой Богородицы. Вместо обветшавшей церкви в 1761 году построена была новая - в тоже храмонаименование с приделом Никольским деревянная с такой же колокольней. 
В XIX — начале XX века село входило в состав Путятинской волости Сапожковского уезда Рязанской губернии. В 1906 году в селе было 118 дворов.
С 1929 года село являлось центром Макеевского сельсовета Чучковского района Рязанского округа Московской области, с 1935 года — в составе Путятинского района, с 1937 года — в составе Рязанской области, с 1963 года — в составе Карабухинского сельсовета Шацкого района, с 1977 года — в составе Путятинского района, с 2005 года — в составе Карабухинского сельского поселения.

## Население
| 1859 | 1897 | 1906 | 2010 |
| ---- | ---- | ---- | ---- |
| 714  | ↘607 | ↗722 | ↘166 |

## Инфраструктура
В селе имеются дом культуры, фельдшерско-акушерский пункт.